# Ligamentum talocalcaneum interosseum

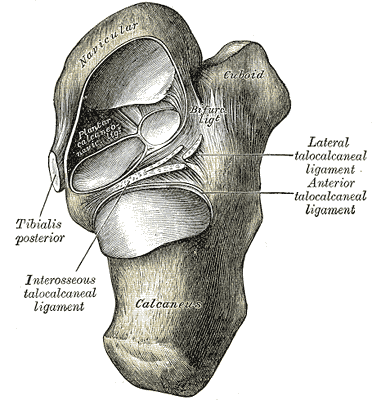
Rechter Rückfuß von oben nach Entfernen des Talus mit Blick auf den Canalis tarsi und die talocalcanearen Bänder.

Unter dem Namen Ligamentum talocalcaneum interosseum werden mehrere Bänder zwischen Sprungbein (Talus) und Fersenbein (Calcaneus) innerhalb des unteren Sprunggelenks zusammengefasst.
Die zwei wichtigsten Bänder sind das Ligamentum colli und das Ligamentum canalis tarsi. Beide liegen eher im vorderen Bereich (anterior) des Canalis tarsi.
Sie sind die Bänder mit den meisten Propriorezeptoren im ganzen Körper und sind für die Wahrnehmung des Untergrundes beim Laufen und Stehen wichtig.
Kommt es aufgrund von Verletzungen zu einer Schädigung dieser Bänder und einer daraus folgenden Immobilisation des unteren Sprunggelenkes, dann bekommt das Gehirn nur wenig propriozeptive Informationen über die Bodenbeschaffenheit, was zum Umknicken führen kann.